# Nicola Simbari
Nicola Simbari né le 13 juillet 1927 à San Lucido et mort le 11 décembre 2012 à Frascati était un peintre italien.

## Biographie
Bien que né à San Lucido, en Calabre, Nicola Simbari a séjourné à Rome, où son père résidait en tant qu'architecte pour le Vatican. Il a étudié à l'Accademia di Belle Arti di Roma et a commencé à se consacrer à la peinture dans les années 194 dans un studio à la Via del Babuino, dans le centre de Rome. Simbari s'est construit une réputation durable sur son art, via sont incorporation de formes géométriques et de structures architecturales dans presque tous ses tableaux. Il a commencé à développer un style distinct d'impressions de la vie, de la nature et de la mer Méditerranée, d'impressions de façon abstraite reflétant elles-mêmes dans un vif pur et passionné couleurs. Simbari a pour originalité l'attrait commercial apporté son art pour des expositions à Londres et à New York dans les années 1950, conduisant à la solidification de sa réputation internationale.
Nicola Simbari est considéré par beaucoup comme l'artiste contemporain d'Italie le plus important. À l'aide de couleurs et de tons brillants, il peint avec un couteau à palette et réalise une grande profondeur.
Simbari est né en Calabre, en Italie et en cette région l'a grandement affectée : le blues de l'océan et du ciel, et les couleurs vives des fleurs. Sa famille s'installe à Rome lorsqu'il était jeune. Rome œuvres d'art tellement impressionné Simbari qui, par l'âge de 13 ans, il a décidé d'étudier l'art et s'inscrit à l'Accademia delle Belle Arti. Il ouvre son premier studio à Rome, à 22 ans. Simbari premières œuvres en vedette des scènes de son enfance - tsiganes, des cafés, des villages de pêche, et de la campagne italienne.
Il vit un succès quasi immédiat, et peu de temps après un one-man-show à Londres, il fut chargé de peindre des peintures murales pour le Pavillon italien à l'exposition universelle de 1958 à Bruxelles. Son spectacle « Le Cirque » reflète la même excitation sur ses toiles comme comparée à celle délivrée par un véritable cirque. Le spectacle a été acclamé à Paris, New York, Chicago et Los Angeles. « Quand je peins, je suis comme un écrivain, je dois avoir quelque chose à dire. Mes tableaux sont comme des entrées dans un journal parce qu'elles sont toutes les réactions que j'ai pu voir ou les sentir. »
Des paysages méditerranéens et des peintures contemporaines de la vie européenne sont généralement ses sujets, même s'il peint également des scènes du sud-ouest. "Il y a des drames terribles dans le désert. C'est mystérieux et magique, et les sculptures naturelles les plus spectaculaires que j'ai jamais vu." 
Ses œuvres peuvent être trouvés dans de nombreux musées et collections privées à travers le monde. Ses peintures sont dans des collections telles que la Banque de Tokyo et de la Christian Dior Collection à Paris; chemins de fer de l'État italien à Rome; la Liberté de la Compagnie à Londres; de Tulsa et de la Banque de Commerce, Cincinnati Département des Beaux-Arts, Société Exxon, General Mills Société, et Pepsico, en Amérique.
Nombreux critiques américains et anglais indiquent que Simbari est « complètement désarmé »; est celui qui peint « hardiment et dans un état d'excitation »; « dont l'enthousiasme et l'immense joie de la vie ont beaucoup de le même infectieuses appel que ses peintures. »
Nicola Simbari est mort le 11 décembre 2012 à Frascati, Lazio, en Italie.